# Ghenadie Petrescu
Ghenadie Petrescu (n. 1836, București – d. 31 august 1918, Căldărușani) a fost un cleric ortodox român, episcop al Argeșului și mai apoi mitropolit primat al Țării Românești.

## Biografie
S-a născut în București în martie 1836. În anul 1854 intră ca frate în mănăstirea Căldărușani, fiind tuns în monahism în anul 1858. La 9 martie 1858 este hirotonit diacon pe seama Catedralei mitropolitane din București. În 1869 este hirotonit preot, iar în 1870 devine mare eclesiarh al Catedralei mitropolitane. La 23 februarie 1875 este hirotonit arhiereu - vicar pentru Episcopia Argeșului, primind titulatura "Piteșteanul". Un an mai târziu, la 14 martie 1876 a fost ales episcop eparhiot pentru aceeași eparhie.
În data de 18 mai 1893 a fost ales mitropolit primat al Țării Românești, urmând în scaun mitropolitului Iosif Gheorghian (1829-1909) ce se retrăsese din cauza neînțelegerilor cu guvernul conservator ajuns la putere. În acest context, venirea lui Ghenadie pe tronul de mitropolit primat era văzută ca o modalitate eficientă de stingere a conflictului, episcopul de la Argeș fiind cunoscut ca simpatizant și chiar apropiat al conservatorilor. În anul 1895, în urma alegerilor, guvernul conservator cade, fiind înlocuit cu un guvern liberal condus de Dimitrie A Sturza. În aceste condiții se pune acut problema readucerii lui Iosif Gheorghian pe scaunul de mitropolit primat. Judecat pe 20 mai 1895 pentru acuzații neîntemeiate - inovații în cult, ierosilie, arghirofilie - mitropolitul Ghenadie a fost caterisit și exilat la mănăstirea Căldărușani.
Înlăturarea sa a fost primită cu nemulțumire de masele de credincioși. În urma manifestațiilor acestora, dar mai ales datorită intervențiilor lui Ghenadie pe lângă țarul Nicolae al II-lea, Carol I cere guvernului să rezolve problema mitropolitului destituit.
Deși a fost reabilitat în 1896, Ghenadie Petrescu nu a mai fost înscăunat mitropolit. A rămas în schimb stareț al mănăstirii Căldărușani.
A murit la 31 august 1918 fiind înmormântat la Căldărușani.

## Alegerea ca Mitropolit-Primat

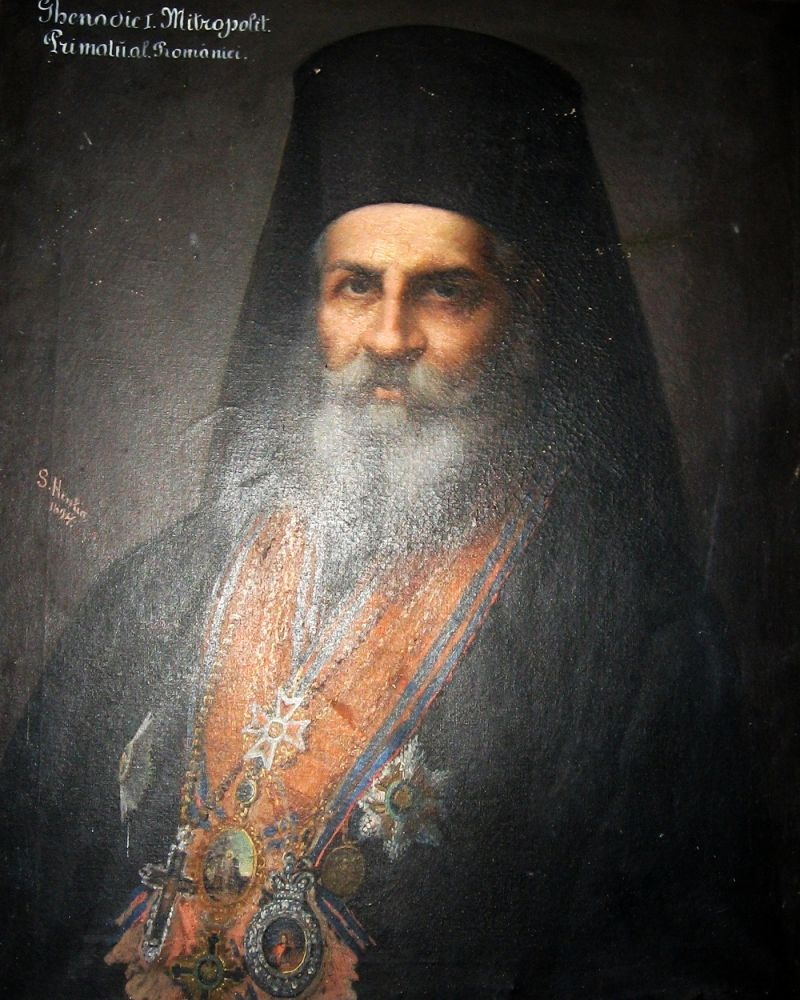
Portretul lui Ghenadie Petrescu - de Sava Henția (1894). Tabloul se află la Muzeul Mănăstirii Căldărușani

La 18 decembrie 1891 este instaurat guvernul Lascăr Catargiu în care funcția de ministru la Ministerul Cultelor și Instrucțiunii Publice a fost ocupată de Take Ionescu.:p. 127
Pe timpul ministeriatului său au fost adoptate o serie de legi importante în domeniu, cum ar fi: Legea asupra organizării administrației centrale a Ministerului Instrucțiunii Publice și Cultelor (1892), Legea clerului mirean și a seminariilor (1893) și reglementarea pentru  fixarea parohiilor (1894).:p. 5
Una dintre problemele politice majore cu care s-a confruntat guvernarea conservatoare a fost înlocuirea mitropolitului primat Iosif Gheorghian cu Ghenadie Petrescu, afacere care a clătinat din temelii Biserica Ortodoxă Română și s-a sfârșit peste trei ani cu caterisirea lui Ghenadie și demisia primului ministru, Dimitrie A. Sturdza.
„Legea clerului mirean, dorită de guvernarea conservatoare, aducea bisericii avantaje și dezavantaje. Punea ordine în chestiuni nereglementare de când veacul. În același timp, consfințea dependența bisericii de stat.  Iosif Gheorghian, mitropolit al Țării Românești și apropiat al opoziției liberale, n-a fost de acord cu adoptarea legii în varianta propusă de guvern. Astfel, a demisionat din înalta demnitate. Take Ionescu și guvernul conservator au pornit să caute un prelat mai sensibil la inițiativele puterii. L-au găsit în persoana lui Ghenadie Petrescu, episcop al Argeșului.”
Titu Maiorescu considera acțiunea lui Take Ionescu ca fiind o „greșeală” menționând că „motivele care au îndemnat pe Take Ionescu să facă acest lucru sunt necunoscute, dar în tot cazul alegerea s-a dovedit a fi fost rea.”:p. 173 Este posibil totuși, ca astfel Maiorescu, apropiat conservatorilor, să fi încercat disculparea partidului în întregul său, aruncând vina exclusiv pe o persoană, Take Ionescu. Faptele demonstrează însă că guvernul și partidul conservator au lucrat consecvent pentru punerea în practică a măsurii. Astfel, deoarece Ghenadie nu îndeplinea condițiile pentru a fi ales, neîndeplinind condițiile stipulate de articolul 2 al legii sinodale din 1872, care preciza că „pentru a fi ridicat la demnitatea de mitropolit sau episcop, candidații vor trebui să posede titlul de licențiat sau de doctor în teologie, de la o facultate de teologie ortodoxă”, ministrul Take Ionescu a propus, iar guvernul și parlamentul a aprobatabrogarea respectivei prevederi legale. Prin aceste manevre politicianiste și în disprețul legii, conducerea politică de stat a reușit practic să își aducă biserica în subordine. „Îndoită greșeală și prin abrogarea unei legi bune, și prin propunerea unei alegeri proaste".:p. 79